# NGC 441
NGC 441 es una galaxia espiral barrada de la constelación de Sculptor. 
Fue descubierta el 27 de septiembre de 1834 por el astrónomo John Herschel.